# Granby (Québec)
Granby ist eine kanadische Stadt im Südwesten von Québec und östlich von Montreal. Die kanadische Volkszählung 2016 ergab eine Einwohnerzahl von 66.222. Granby ist der Sitz der La Haute-Yamaska. Sie ist die fünftgrößte Stadt in Montérégie nach Longueuil, Saint-Jean-sur-Richelieu, Brossard und Saint-Hyacinthe.

## Geschichte

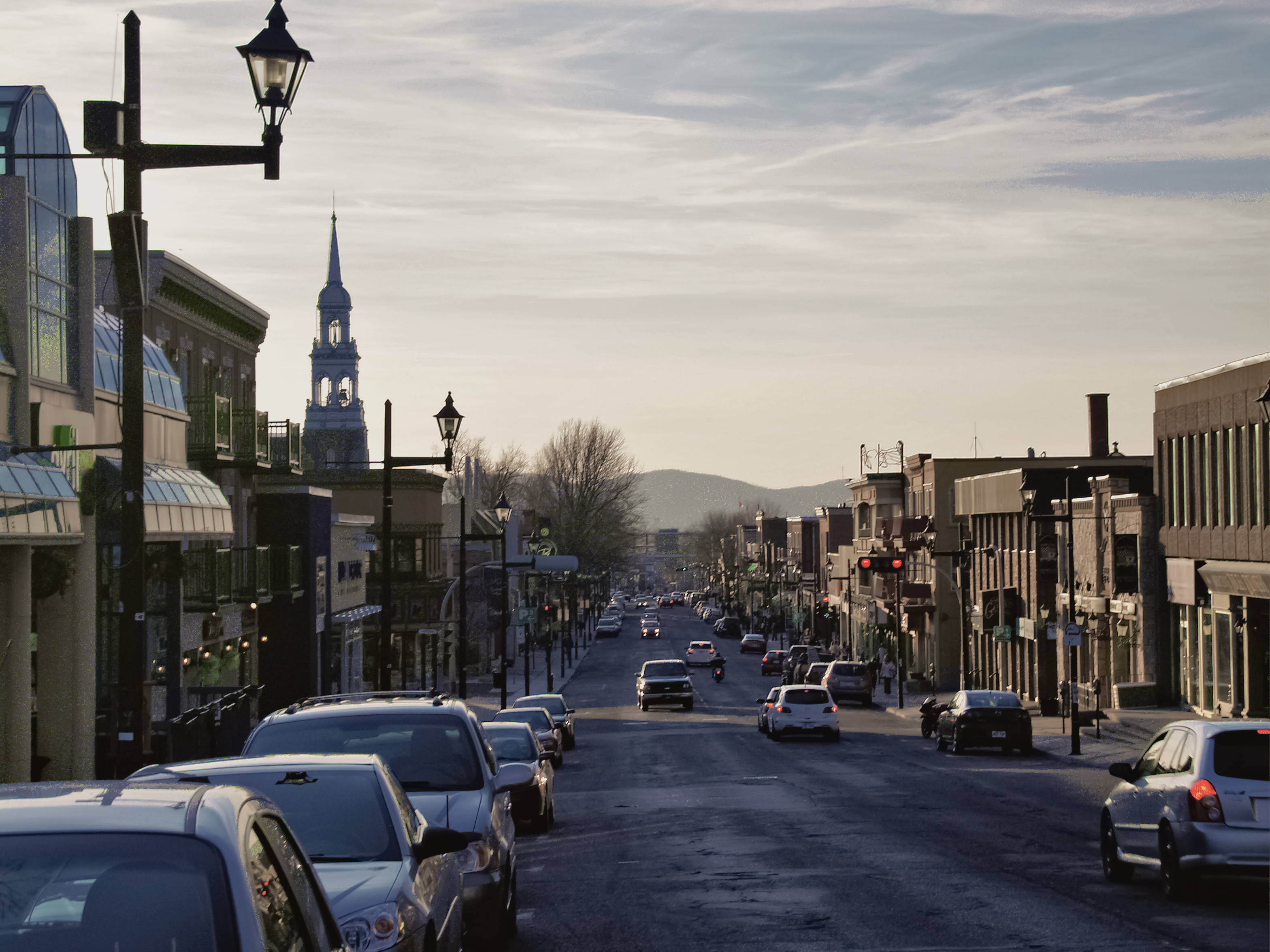
Rue Principale

Die Stadt wurde am Ende des 18. Jahrhunderts von drei Brüdern gegründet, welche die Stadt Frost Village nannten. 1816 wurde sie eine selbstverwaltende Gemeinde und 1971 eine Stadt.

## Einwohner

### Einwohnerentwicklung
| Zensus | Einwohner | Änderung (%) |
| ------ | --------- | ------------ |
| 2006   | 47.637    | +8,0 %       |
| 2001   | 44.121    | +1,9 %       |
| 1996   | 43.316    | +1,2 %       |
| 1991   | 42.804    | N/A          |

### Sprache
Muttersprache (2006)
| Sprache                  | Einwohner | Prozent (%) |
| ------------------------ | --------- | ----------- |
| nur Französisch          | 43.550    | 94,47 %     |
| nur Englisch             | 900       | 1,95 %      |
| Englisch und Französisch | 120       | 0,26 %      |
| andere Sprachen          | 1.530     | 3,32 %      |

## Wirtschaft
Granby ist das regionale Industriezentrum für Textilien, Bauholz und Milcherzeugnisse. Darüber hinaus ist sie eine Touristen-Stadt, besonders für den Granby Zoo, welcher 1953 vom Bürgermeister Pierre-Horace Boivin gebaut wurde.

## Kultur
In Granby findet jährlich das „Granby Song Festival“ statt, wo viele bekannte Künstler, wie Jean Leloup und Luc Delarochelière, auftreten. Darüber hinaus findet jeden Sommer eine internationale Oldtimer-Show statt.
Das größte regionale Einkaufszentrum ist das Galeries de Granby mit über 100 Geschäften.

## Sport
Von 1981 bis 1997 hatte Granby ein LHJMQ-Team mit dem Namen Granby Bisons, das sich 1995 in Granby Prédateurs umbenannte. Das Team gewann 1996 den Memorial Cup. 1997 wurde das Team nach Sydney, Nova Scotia umgesiedelt und in Cape Breton Screaming Eagles umbenannt.

## Söhne und Töchter
- Georges Cabana (1894–1986), römisch-katholischer Erzbischof von Sherbrooke
- Roger Matton (1929–2004), Komponist, Musiklehrer und Musikethnologe
- Guy Lachapelle (1931–2008), Perkussionist, Komponist und Musikpädagoge
- Marc Tardif (* 1949), Eishockeyspieler
- Denis Gougeon (* 1951), Komponist
- Daniel Jodoin (* 1957), katholischer Geistlicher, Bischof von Nicolet
- Jan Alston (* 1969), kanadisch-schweizerischer Eishockeyspieler und -trainer
- Milaine Cloutier (* 1972), Badmintonspielerin
- Jonathan Boutin (* 1985), deutsch-kanadischer Eishockeytorwart
- Sam Labrecque (* 1992), Eishockeyspieler
- Frédérick Gaudreau (* 1993), Eishockeyspieler

## Städtepartnerschaften
Granby zählt folgende zehn Partnerstädte:
| Stadt         | Land                   | seit |
| ------------- | ---------------------- | ---- |
| Ancona        | Italien                | 1979 |
| Bokito        | Kamerun                | 1980 |
| Coventry      | Vereinigtes Königreich | 1963 |
| Gabrowo       | Bulgarien              |      |
| Gadjagan      | Togo                   |      |
| Hammam-Lif    | Tunesien               | 1967 |
| Joal-Fadiouth | Senegal                | 1976 |
| Marrakesch    | Marokko                | 1981 |
| Rayne         | Vereinigte Staaten     | 1978 |
| Saint-Étienne | Frankreich             | 1963 |
| Thun          | Schweiz                | 1950 |
| Windsor       | Kanada                 | 1956 |